# Кузбасская площадь
Кузба́сская площадь — площадь Москвы в районе Замоскворечье Центрального административного округа между Пятницким переулком и Большой Татарской улицей.

## Происхождение названия
Безымянная площадь в Замоскворечье, расположенная между Пятницким переулком и Большой Татарской улицей получила название Кузбасская площадь в феврале 2020 года в связи с 300-летием образования Кузбасса. Названа по расположению рядом с Представительством правительства Кемеровской области, которое получило при этом адрес по Кузбасской площади. В ноябре 2019 года с этой инициативой выступил губернатор Кемеровской области Сергей Цивилёв, её поддержало правительство Москвы.

## Описание

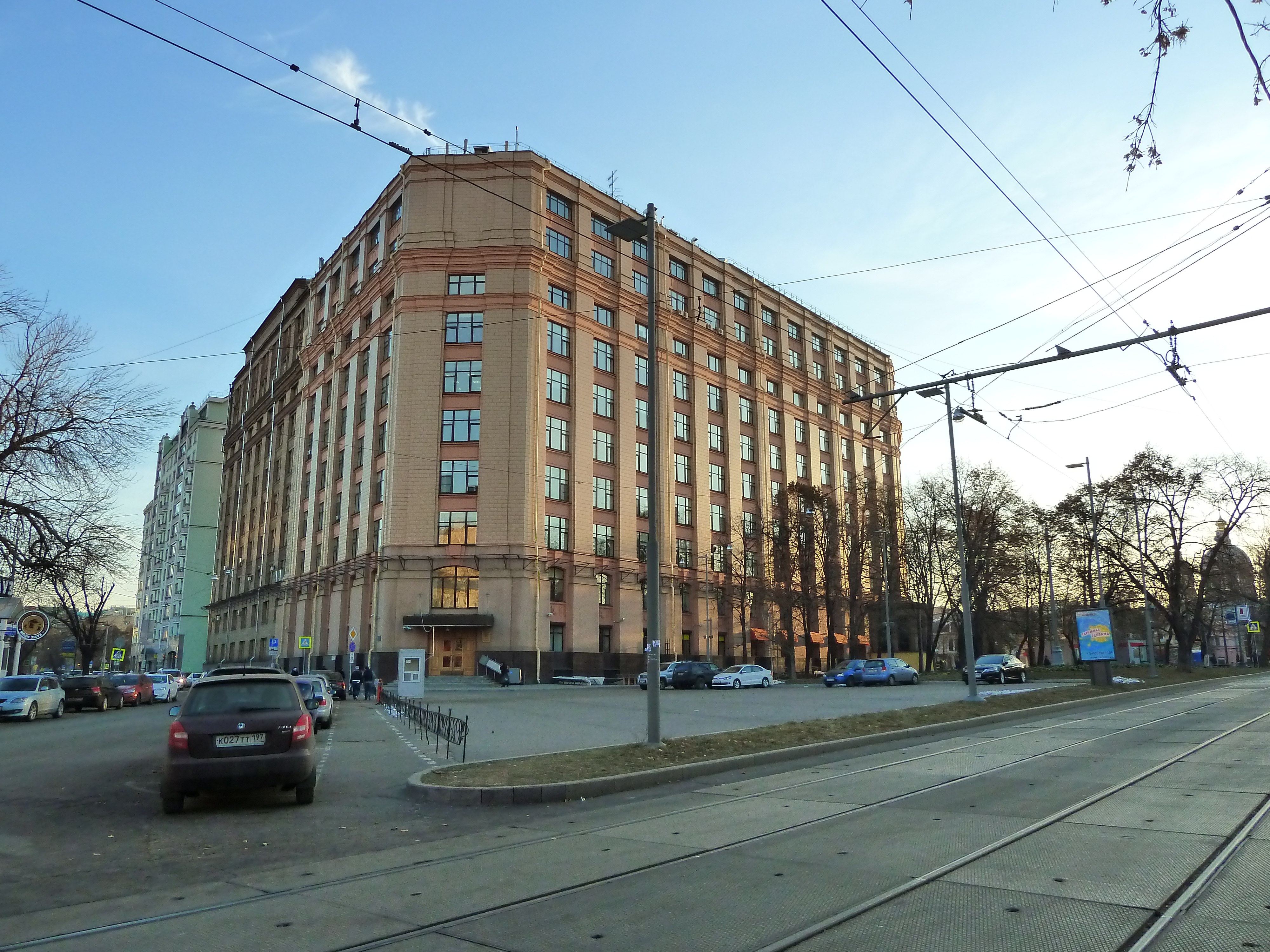
Дом радио, Садовнический проезд и Кузбасская площадь (справа)

Площадь с запада ограничена пешеходным Пятницким переулком, с востока — Большой Татарской улицей, а с юга — фасадом Дома радио. Площадь пересекает Садовнический проезд. В 130 м от площади находится станция метро «Новокузнецкая».

## Примечательные здания
- Дом 1 — Представительство правительства Кемеровской области (бывшая Большая Татарская, 5/14, стр. 9)[5].